# Abijattameer
Het Abijattameer (Amhaars: አሲያታ ሐይቅ, asiyatta hayq) is een meer in het Ethiopische deel van de Grote Slenk ten zuiden van Addis Abeba in het Abijatta-Shalla National Park ten noorden van het Shalameer en ten westen van het Langanomeer.
Nabij de noordoosthoek van het meer zijn een aantal warmwaterbronnen, die zowel een belangrijke plaats spelen voor toerisme als het dagelijks leven van de bewoners rondom het meer. Het meer is een populaire plaats voor flamingo's.
Abayameer · Abbemeer · Abijattameer · Afrerameer · Albertmeer · Assalmeer · Awasameer · Bamendjingmeer · Bangweulumeer · Baringomeer · Basakameer · Bittermeren · Cahora Bassa · Chamomeer · Delcommunemeer · Edwardmeer · Fitrimeer · Georgemeer · Guiersmeer · Hajkmeer · Kabambameer · Kabelemeer · Kabwemeer · Karibameer · Kisalemeer · Kitshomponshimeer · Kivumeer · Kokameer · Kyogameer · Lac Rose · Langanomeer · Mai-Ndombemeer · Manantalimeer · Malawimeer · Manyekemeer · Mofwelagune · Mwerumeer · Mweru-Wantipameer · Naivashameer · Nakurumeer · Nassermeer ·   Nyosmeer · Nzilomeer · Shalameer · Tanameer · Tanganyikameer · Tele-meer · Toshkameren · Tshangalelemeer · Tsjaadmeer · Tumbameer · Turkanameer · Upembameer · Victoriameer · Voltameer · Walilupemeer · Zimbambomeer · Ziwaymeer